# Joseph A. Porro
Joseph A. Porro est un costumier américain. Il a suivi des cours à la Parsons The New School for Design puis a travaillé pour les créateurs de mode Roy Halston Frowick et Geoffrey Beene avant de se lancer dans la création de costumes de films.

## Filmographie
- 1987 : Aux frontières de l'aube
- 1988 : Le Blob
- 1990 : Dark Angel
- 1990 : Full Contact
- 1992 : Universal Soldier
- 1993 : Tombstone
- 1993 : Super Mario Bros
- 1994 : Stargate, la porte des étoiles
- 1995 : Power Rangers, le film
- 1996 : Independence Day
- 1997 : Risque maximum
- 1998 : Godzilla
- 2000 : Shanghai Kid
- 2002 : Equilibrium
- 2005 : Ghost Whisperer (série télévisée)
- 2005 : Ultraviolet
- 2007 : Resident Evil: Extinction
- 2013 : Man of Tai Chi de Keanu Reeves